# Cinnyris dussumieri
La nettarinia delle Seychelles (Cinnyris dussumieri (Hartlaub, 1861)) è un uccello della famiglia Nectariniidae, endemico delle isole Seychelles.